# San-nakdži
San-nakdži (v písmu hangul 산낙지) je korejské jídlo. Patří do skupiny tepelně neupravených pokrmů z darů moře, zvaných korejsky hoe. Jeho základní surovinou je chobotnice druhu Octopus minor. Tradice tohoto pokrmu sahá již do doby Tří království.
K přípravě san-nakdži se čerstvá syrová chobotnice nakrájí na kousky (menším jedincům se někdy jen uříznou chapadla) a podává se se sezamovým olejem, solí a praženými sezamovými semínky. Přílohou je zelenina. Podává se jako zákusek při pití alkoholu, především sodžu.
Ačkoli je chobotnice mrtvá, kousky chapadel se na talíři stále ještě reflexivně pohybují, přísavky se proto mohou jedlíkovi zachytit v krku a v řadě zdokumentovaných případů způsobily udušení. Jako prevence se doporučuje při san-nakdži konzumace syrového česneku, který přísavky odpuzuje.
Tuto korejskou specialitu zpopularizoval ve světě film Oldboy. Syrová chobotnice je v asijské medicíně doporučována jako zdroj železa a antioxidantů. Organizace PETA označila san-nakdži za týrání zvířat a organizovala v New Yorku demonstrace u korejských restaurací.